# Poltrona

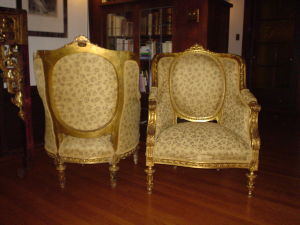
Poltronas de estilo Luis XVI medallón

Una poltrona o silla poltrona (del italiano poltrone, derivado de poltro 'cama') es un sillón bajo y amplio, con respaldo acolchado, brazos y cojín sobre el asiento, que ya estaba presente en el siglo XVII. Su nombre procede de "poltrón", es decir, "vago". Podemos leer a pie de página en El Criticón: " Silla poltrona. Silla más baja de brazos que la común; pero de más magnitud. Suele tener unos hierros con varias muescas, para dejar caer el respaldo todo lo que se quiere, para la mayor conveniencia de la persona que se recuesta en ella, para el sueño ó poltronería, de donde tomó el nombre." Dice. Auts.
Abombada bajo el reinado de Luis XV, derecha bajo Luis XVI, la poltrona ha visto reducidas sus dimensiones en el siglo XIX.
Existen diferentes tipos de poltrona :
- Poltrona con orejas: el más común
- Poltrona María Antonieta : sin orejas y respaldo ligeramente curvado
- Poltrona góndola : con respaldo redondo sin orejas.
- Poltrona con lambrequín : con un respaldo en forma de cruz que sobresale
- Poltrona Mongolfière o Pompadour: con lateral curvado y respaldo redondeado

## En México
En el estado de Sinaloa, en México, la poltrona es una silla mecedora elaborada en el municipio de Concordia a partir de los años cuarenta. Su diseño está inspirado en los muebles traídos por los frailes españoles durante la conquista española. Popularmente se les llama muebles coloniales. 
La poltrona es un mueble de descanso, robusto elaborado de maderas finas como el cedro, la caoba, huanacaxtle o venadillo (propias de la sierra de ese municipio y vaqueta). La familia Vizcarra es de las primeras en instalar una carpintería que volvió popular este tipo de muebles no solo en la región sino en varias partes del norte del país. Con el tiempo, muchas familias siguieron sus pasos y poco a poco en Concordia la elaboración de muebles se convirtió en una tradición. Parte de su popularidad se debe a que la familia Vizcarra mandaba muebles a Mazatlán cuando comenzaba en el turismo, muchos de estos muebles encontraron cabida en los hoteles y fueron del agrado de la gente debido a que eran bonitos y muy duraderos. Con el paso de los años se instalaron algunas mueblerías en las ciudades más importantes del estado, lo que contribuyó a que se comercializara a  otros estado.